# Iglesia de Santa Ana (Ogíjares)
La iglesia de Santa Ana, situada en la localidad española de Ogíjares, provincia de Granada, es un templo de tipología mudéjar que se erigió a mediados del siglo XVI sobre un portal-iglesia, pequeño recinto religioso creado para satisfacer inmediatas exigencias de culto y evangelización, que sustituyó a una mezquita preexistente. 
La utilización de este espacio para el nuevo culto estuvo pocos años vigente, pues en 1523 Rodrigo Hernández tasaba la obra de una pequeña iglesia realizada por Alonso Lanjaroní, continuando la misma construcción en 1526 por este maestro albañil y con la carpintería a cargo del maestro Castillo.
Este primer templo debió quedar pequeño o en ruina a poco de su edificación, razones por las que se decide la nueva y actual construcción ya que en 1561 figura Alonso Villanueva como maestro albañil de la iglesia del barrio Bajo, cuyo proceso se desarrolla entre 1560-1565. Junto a él, interviene como cantero Andrés de Madrid, que en 1563 realiza las portadas y los capiteles del arco toral, los trabajos de carpintería corren a cargo de Diego de Morales.

## Descripción
La iglesia responde a la tipología de templo mudéjar extendida por la provincia a partir de 1540, con nave única y cabecera plana, derivada del modelo desarrollado por las órdenes mendicantes urbanas en la Edad Media. Se estructura con una nave rectangular, coro alto a los pies, capilla mayor rectangular y torre adosada a la cabecera. La nave se cubre con armadura de limas moamares, con seis tirantes pareados con decoración de lacería, apoyados sobre canes de acanto. El harneruelo presenta decoración de lazo y piñas de mozárabes que penden del centro. Un arco toral muy rebajado da paso a la capilla mayor cuya planta rectangular está cubierta con armadura ochavada sobre pechinas, recubierta con decoración de lazo y dos piñas de mocárabes en el harneruelo, elementos que se repiten en las cuatro pechinas.
A los pies de la nave se encuentra el coro alto, compuesto de antepecho de balaustres de madera sobre jácena apoyada en canes. El acceso se abre en la zona superior del muro derecho de la nave a través de una puerta de madera de dos hojas, cubierta con tablero la zona baja y la superior formada por dos filas de balaustres superpuestos. Está realizada entre 1700-1749 en madera barnizada. Mide 2’11 × 1’60 m.
En el exterior, combinan elementos mudéjares, como la construcción de los muros a base de fábrica mixta y la torre, con otros de un clasicismo muy depurado como son las portadas. Presenta el paramento enjalbegado estableciendo un contraste cromático con los aleros sobre canes, e impostas, pintados de almagra. El programa ornamental exterior se limita a las dos portadas de ingreso al edificio, situadas, una, a los pies del templo y otra en el lado del Evangelio, ambas realizadas en fábrica de cantería en piedra arenisca.
La portada de los pies sigue un diseño clasicista. Se compone de un vano de medio punto apoyado sobre pilastras cajeadas, cuya rosca se guarnece con fajas y ménsula en la clave. El conjunto se encuentra flanqueado por pilastras adosadas, de mayor tamaño, también cajeadas que soportan un entablamento decorado con un contrario en el alero de la cornisa. En la zona superior de la portada se abre un óculo. 
La portada del lado del Evangelio presenta una composición similar, pero más ornamentada que la anterior. Los equinos de las pilastras cajeadas, en este caso se enriquecen con ovas y dardos, motivo que se repite en el alero de la cornisa, coronada por un cimacio muy desarrollado. Sobre su entablamento se dispone un remate formado por cartela con roleos y flameros.
La torre se levanta en el costado izquierdo de la cabecera del templo, es de planta ligeramente rectangular, con alzado de tres cuerpos, delimitados mediante moldura. Los dos primeros presenta el paramento cerrado a excepción de pequeños vanos rectangulares. En el tercer cuerpo se abren en dos de sus frentes un vano y dos en sus frentes mayores, que albergan campanas. 
Los muros exteriores son de ladrillo enlucido, rematados por un alero con decoración de zapatas enlucidas, las cuales soportan la techumbre de teja árabe a cuatro aguas.

## Retablos

### Retablo de la capilla mayor
Cubre la zona central del testero plano de la capilla mayor un magnífico retablo realizado en 1567, cuyas trazas son de Juan de Maeda, en el que también intervinieron como ensamblador Tomás de Morales y como dorador Miguel López. Mide 7’40 × 4’28 m. Se compone de banco, dos cuerpos de tres calles y ático superior formado por un cuerpo con hornacina central y dos tondos en sus laterales. Su estructura arquitectónica se basa en la superposición de órdenes, jónico en el cuerpo inferior y corintio en el superior, con columnas de fustes estriados en sus dos tercios que soportan su propio entablamento que separan los dos cuerpos y las tres calles. La parrilla de órdenes establece un esquema compartimentado, vinculado a los modelos de la retablística anteriores a Alonso Cano, y la utilización del orden gigante. El conjunto se enmarca con una pintura al fresco que finge un pabellón a manera de manto carmesí forrado de armiño, abierto con cortinas recogidas a ambos lados. El frontal de altar del retablo está realizado entre 1600-1649, en mármol desbastado y tallado. Mide 1’05 × 2’95 m. En labor de taracea, presenta un amplio programa alusivo a la Pasión de Cristo.
El programa iconográfico del retablo se reparte entre un ciclo pictórico distribuido en las calles laterales y banco, y otro escultórico que ocupa la calle central. El ciclo pictórico, ejecutado por Juan de Palenque y Miguel de Leonardo, presenta los principales episodios de la Encarnación del Verbo y de la infancia de Cristo.
En los muros perimetrales de la nave se adosan los siguientes retablos:

### Retablo de la Virgen del Carmen
El retablo de la Virgen del Carmen, se ubica en el muro del Evangelio, a principio de la nave. Está realizado entre 1733-1766 en madera tallada y policromada. Mide 5’39 × 3’52 m. Se compone de un cuerpo y una calle.
Presenta un amplio arco de medio punto decorado con rocallas, en cuyo centro muestra una vitrina que alberga la imagen de la Virgen del Carmen.

### Retablo de la Inmaculada Concepción
El retablo de la Inmaculada Concepción es el segundo retablo situado en el muro del Evangelio. Está realizado entre 1733-1765 en madera tallada y dorada. Mide 7’54 × 3’12 m. Se compone de banco y un cuerpo de una calle con hornacina central. Presenta un amplio arco de medio punto coronado con penacho superior. Muestra el paramento con rica decoración de rocallas, pilastras y elementos vegetales. La Inmaculada Concepción se ubica en la hornacina central. 

### Retablo de Nuestra Señora de los Dolores
El retablo de Nuestra Señora de los Dolores se encuentra en el muro del Evangelio en el presbiterio. Está realizado entre 1733-1765, en madera tallada, dorada y policromada. Mide 5,’24 × 3’09 m. Se compone de banco, un cuerpo de una calle con hornacina central flanqueada con estípites en ambos lados y ático superior compuesto de un amplio penacho. El paramento está decorado con rocallas y motivos vegetales. El frontal del altar muestra pinturas representando los símbolos de la pasión de Cristo. En la hornacina central se ubica la imagen de Nuestra Señora de los Dolores. 

### Retablo de San José
El retablo de San José se encuentra adosado al muro de la Epístola en su primer tramo. Obra realizada en madera tallada y ensamblada, entre 1733 y 1765. Mide 5’19 × 3’22 m. Se compone de banco y un solo cuerpo de una calle con hornacina central. La zona superior de medio punto, presenta el trasdós de arco decorado con sobresalientes molduras, coronado en la zona central con un angelillo. El paramento de retablo se decora con rocallas. La imagen de San José preside el retablo. 

### Retablo de San Sebastián
En el muro de la Epístola, en el tramo central, se ubica el retablo de San Sebastián. Se compone de banco, un cuerpo de una calle con hornacina central y ático superior, terminando en la zona superior con amplio penacho moldurado coronado con rocalla a modo de cornucopia. La hornacina central está flanqueada con estípites y entablamento superior, muy movido, que da paso al ático. El conjunto presenta decoración de espirales y formas mixtilíneas. Está realizado entre 1733-1765, en madera tallada y dorada. Mide 7’57 × 3’38 m. La imagen de San Sebastián ocupa la hornacina central. 

### Retablo de Nuestra Señora del Rosario
También en el muro perimetral del lado de la Epístola, en el tramo central más próximo a la cabecera que el anterior retablo, se ubica el retablo de Nuestra Señora del Rosario. Está realizado entre 1733-1765 en madera tallada y dorada. Mide 7’26 × 2’80 m. Consta de banco y un cuerpo de una calle. Éste consiste en un vano cerrado por arco de medio punto apeado sobre pilastras, que cobija en su centro una hornacina, en la que se encuentra la imagen titular. 

### Retablo del Cristo de la Expiración
En el lado de la Epístola, en la cabecera, se ubica el retablo del Cristo de la Expiración. Consta de banco y un cuerpo de una calle guarnecidos por una chambrana orlada con guirnaldas. Los dos cuerpos se encuentran recorridos longitudinalmente con dos columnas salomónicas en los laterales, de capiteles compuestos sobre pedestales que soportan su propio entablamento, a modo de orden gigante. Las columnas se adelantan del plano general del retablo, organizado mediante pilastras de fuste cajeado con guirnaldas y capiteles con golpes de hojarasca, cuyo entablamento se curva y adopta un perfil mixtilíneo, elevándose formando un cuerpo, a modo de penacho. El eje principal del retablo lo ocupa la talla del Crucificado. 

## Fuente
- Este artículo incluye contenido derivado de una disposición relativa al proceso de protección, incoación o declaración de un bien cultural o natural publicada en el BOE n.º 11 el 13 de enero de 2005 (texto), el cual está libre de restricciones conocidas en virtud del derecho de autor de conformidad con lo dispuesto en el artículo 13 de la Ley de Propiedad Intelectual española.

- Datos: Q5911474